# Parroquia de Saint Peter (Dominica)
Saint Peter es una de las 10 parroquias de Dominica. Limita con Saint John al norte, Saint Joseph al sur, y Saint Andrew al este. Tiene un área de 27,70 km² y una población según estimación 2010 de 1.299 habitantes, con una densidad de 46,90 habitantes por km². 
Su capital es Colihaut.